# Dusona tibiatoria
Dusona tibiatoria là một loài tò vò trong họ Ichneumonidae.